# Brachymeria hattoriae
Brachymeria hattoriae är en stekelart som beskrevs av Akinobu Habu 1961. Brachymeria hattoriae ingår i släktet Brachymeria och familjen bredlårsteklar. Inga underarter finns listade.